# Псуњ
Псуњ је планина у источној Хрватској. Налази се у Славонији, западно од Пожешке горе, док се на северу наставља на Папук и Равну гору. Планина се налази северно од града Нова Градишка. Највиши њен врх је Брезово поље и он се налази на надморској висини од 984 метара.
Псуњ има палеозоично језгро које окружују неогенски седимети. Виши делови планине прекривени су шумом и пашњацима, а на нижим су засађени виногради и воћњаци.